# Hideki Yamauchi
Hideki Yamauchi (jap. 山内 英輝, Yamauchi Hideki; * 24. Oktober 1988) ist ein japanischer Autorennfahrer.

## Karriere
Yamauchi begann seine Motorsportkarriere im Kartsport. 2005 wechselte er in den Formelsport und startete in der Formel Toyota, die er in seiner Debütsaison auf dem achten Rang abschloss. 2007 ging er in der japanischen Formel Challenge an den Start. Er entschied ein Rennen für sich und beendete die Saison auf dem siebten Platz im Gesamtklassement.
2008 wechselte Yamauchi in die japanische Formel-3-Meisterschaft und trat in der nationalen Klasse an. Er erzielte in dieser Wertung acht Siege und gewann sie mit 121 zu 96 Punkten vor Alexandre Imperatori. Seine beste Gesamtplatzierung in der Meisterschaft war ein sechster Platz. Außerdem debütierte er im GT-Sport und startete er bei zwei Rennen in der GT300-Klasse der Super GT. 2009 nahm er an vier Super-GT-Rennen teil und wurde 16. in der GT300-Wertung. 2010 kehrte Yamauchi in die japanische Formel-3-Meisterschaft zurück und absolvierte die zweite Saisonhälfte für Hanashima Racing. Er gewann ein Rennen und lag am Saisonende auf dem sechsten Platz in der Meisterschaft. Darüber hinaus nahm er an einem Super-GT-Rennen und dem Macau Grand Prix teil. 2011 blieb Yamauchi bei Hanashima Racing in der japanischen Formel 3. Er entschied drei Rennen für sich und wurde Dritter in der Meisterschaft. Außerdem trat er zu einigen Super-GT-Rennen an und nahm an einem Rennwochenende der FIA-Formel-3-Trophäe teil.

## Karrierestationen
| - 2005: Formel Toyota (Platz 8) - 2007: Japanische Formel Challenge (Platz 7) - 2008: Japanische Formel 3, nationale Klasse (Meister) | - 2008: Super GT, GT300 - 2009: Super GT, GT300 (Platz 16) - 2010: Japanische Formel 3 (Platz 6) | - 2010: Super GT, GT300 - 2011: Japanische Formel 3 (Platz 3) - 2011: Super GT, GT300 (Platz 15) |